# Wu Tipang
Wu Tipang (吳體胖  Pinyin; ...) è un artista marziale cinese tredicesima generazione di Meihuaquan.
Originario di Heze nello Shandong, nel 1949 fugge a Taiwan dove contribuisce a fondare la Federazione di kuoshu e la scuola di Meihuaquan dell'isola. Appartiene alla branca Baijiazhi Meihuaquan ed a Taiwan si avvalse della collaborazione di Chang Dsu Yao e Zhang Wuchen. Nel 1955, Wu Tipang è membro del consiglio direttivo della Taiwan Sheng Guoshu Hui (台灣省國術會) ovvero la CTMA.